# Chalmazel-Jeansagnière
Chalmazel-Jeansagnière – gmina we Francji, w regionie Owernia-Rodan-Alpy, w departamencie Loara. W 2013 roku liczba ludności na terenie obecnej gminy wynosiła 464 mieszkańców. 
Gmina została utworzona 1 stycznia 2016 roku z połączenia dwóch wcześniejszych gmin: Chalmazel oraz Jeansagnière. Siedzibą gminy została miejscowość Chalmazel.